# Hra snů (film)
Hra snů (v anglickém originále For Love of the Game) je americké sportovní filmové drama z roku 1999, které natočil režisér Sam Raimi podle stejnojmenného románu Michaela Shaary z roku 1991. V hlavních rolích se objevili Kevin Costner a Kelly Prestonová. Snímek sleduje perfect game stárnoucího hvězdného baseballového nadhazovače, která se při svém posledním nadhozu na Yankee Stadium vypořádává s tlakem a uklidňuje se vzpomínkami na dlouholetý vztah.
Hlasateli zápasu jsou dlouholetý hlasatel baseballových zápasů klubu Brooklyn/Los Angeles Dodgers Vin Scully, který sám během své kariéry zažil čtyři zápasy perfect game, a Steve Lyons.
Film získal od kritiků smíšené hodnocení a byl kasovním zklamáním, když při produkčním rozpočtu 50 milionů dolarů utržil 46,1 milionu dolarů. Costner získal nominaci na Zlatou malinu za nejhoršího herce.

## Děj
Detroit Tigers cestují do New Yorku na poslední sérii sezóny proti Yankees. S bilancí 63–97 už nemají šanci na postup, zatímco Yankees mohou výhrou získat titul v Americké lize.
Čtyřicetiletý nadhazovač Billy Chapel čeká v hotelu na svou přítelkyni Jane Aubrey, která však nepřijde. Ráno mu majitel Tigers oznámí, že klub byl prodán a noví vlastníci plánují Billyho vyměnit do San Francisca. Jane mu zároveň sdělí, že odjíždí do Londýna za novou prací. Billy, který hraje svou 19. sezónu a zotavuje se ze zranění ruky, zvažuje konec kariéry.
Při zápase Billy vzpomíná na svůj vztah s Jane, na jejich první setkání i okamžiky, kdy ji od sebe odháněl. Zatímco dominuje nad pálkaři Yankees, netuší, že hází perfect game, dokud si toho nevšimne v osmé směně. Jeho rameno bolí, ale spoluhráči ho podporují. Po špatném začátku osmého inningu si Billy připomene, jak mu otec kdysi chytal míče na zahradě, a nakonec směnu zvládne.
V deváté směně Billy podepisuje baseball s vzkazem: „Řekněte jim, že končím. Z lásky ke hře.“ Poslední pálkař New Yorku odpálí míč, který krátkozastávka skokem zastaví a hodem na první metu stihne vyautovat, čímž Billy dokončí svoji perfect game.
Přestože dosáhl historického úspěchu, Billy cítí prázdnotu a truchlí nejen nad koncem kariéry, ale i nad ztrátou Jane. Druhý den ji však najde na letišti – zmeškala svůj let, aby mohla sledovat konec jeho zápasu. Oba se smíří a obejmou.